# Axis Records
 (mars 2025).
Motif : Notoriété ? sources ? historique notable ?
- Archive Wikiwix
- Bing
- Cairn
- DuckDuckGo
- E. Universalis
- Gallica
- Google
- G. Books
- G. News
- G. Scholar
- Persée
- Qwant
- (zh) Baidu
- (ru) Yandex
- (wd) trouver des œuvres sur Wikidata

| 1. | Préciser le motif de la pose du bandeau. | Précisez le motif de la pose du bandeau en utilisant la syntaxe suivante : {{admissibilité à vérifier\|date=mars 2025\|motif=remplacez ce texte par le motif}}                    |
| 2. | Informer les utilisateurs concernés.     | Pensez à avertir le créateur de l'article, par exemple, en insérant le code ci-dessous sur sa page de discussion : {{subst:avertissement admissibilité à vérifier\|Axis Records}} |

Pour les articles homonymes, voir Axis.
Axis est un label techno fondé en 1992 par Jeff Mills à New York, désormais installé à Chicago.

## Discographie
- AX-001 H&M - Tranquilizer EP (12", EP)
- AX-003 Inner Sanctum - Inner Sanctum (12")
- AX-004 Millsart - Mecca EP (12", EP)
- AX-006 H&M - Drama EP (12", EP)
- AX-007 Robert Hood - Minimal Nation (2x12")
- AX-008 Jeff Mills - Cycle 30 (12")
- AX-009 Jeff Mills - Confidentials 1-4 (12")
- AX-009ab Jeff Mills - AX-009 A/B (2x12")
- AX-009 cd Jeff Mills - Actual (CD / 2x12")
- AX-009ef Jeff Mills - Medium (CD / 2x12")
- AX-010 Jeff Mills - Growth (12")
- AX-011 Jeff Mills - The Purpose Maker (12")
- AX-012 Millsart - Humana (12")
- AX-013 X-103 - Tephra EP (12", EP)
- AX-015 Jeff Mills - The Other Day EP (12", EP)
- AX-016 Jeff Mills - Very EP (12", EP)
- AX-006 Jeff Mills - More Drama (12")
- AX-018 Jeff Mills - Tomorrow (12")
- AX-019 Jeff Mills - From The 21st Pt. 1 (12")
- AX-019 FV Jeff Mills - From The 21st Pt. 2 (12")
- AX-009b Jeff Mills - Confidentials 5-8 (12")
- AX-019.b Jeff Mills - Apollo EP (12", EP)
- AX-020 Millsart - Every Dog Has Its Day (2xLP)
- AX-020B Millsart - Psychosis (12", Promo)
- AX-021 Jeff Mills - Lifelike EP (12", EP)
- AX-022 Jeff Mills - Metropolis (12")
- AX-023 Millsart - Every Dog Has Its Day Vol. 2 (2xLP)
- AX-024 Jeff Mills - 4 Art / UFO (12")
- AX-025 Jeff Mills - Conquest (12", Promo)
- AX-026 Millsart - Every Dog Has Its Day Vol. 3 (2x12")
- AX-030 Millsart - Every Dog Has Its Day Vol. 4 (2xLP)
- AX-033 Claude Young - Thoughts Of Phutura (12", Ltd, W/Lbl)
- AX-034 Jeff Mills - Alarms (Ben Sims Remixes) (12", Ltd, W/Lbl)
- AX-035 Jeff Mills - Condor To Mallorca (Ken Ishii Remixes) (12", Ltd, W/Lbl)
- AX-036 Jeff Mills - See The Light Part 1 (12")
- AX-037 Jeff Mills - See The Light Part 2 (12")
- AX-038 Jeff Mills - See The Light Part 3 (12")
- AX-039 Jeff Mills - Expanded (12")
- AX-040 Jeff Mills - The Tomorrow Time Forgot (12")
- AX-041 Jeff Mills - Suspense / Dramatized (12")
- AX-043 Jeff Mills - Time Mechanic (12")
- AX-044 Jeff Mills - Blade Runner (12")
- AX-048 Jeff Mills - Systematic (12")
- AX-049 Jeff Mills - Alpha Centauri (12")
- AX-052 X-102 - Flyby (12")
- AX-055 Jeff Mills - The Good Robot (12")
- AX-103 X-103 - Thera EP (12", EP)
- AX-800 Jeff Mills - Time Machine (12", Promo)
- AX-BLACK Jeff Mills - Absolutespecial / Highlightspecial / Contactspecial (3x7")
- AX-BLUE Jeff Mills - Syntheticspecial / Transformationspecial / Scenariospecial (3x7")
- AX-GREEN Jeff Mills - Infinitespecial / Connectionspecial / Illuminationspecial (3x7")
- Axis Disc#1 Jeff Mills - Axis Copper Édition (Lathe, S/Sided, Ltd, DMM)
- Axis Disc#2 Millsart - Axis Copper Édition (Lathe, S/Sided, Ltd, DMM)
- AXCD-002 Jeff Mills - Contact Spécial (CD)
- AXCD-003 Jeff Mills - One Man Spaceship (CD)
- AXCD-041 Jeff Mills - Exhibitionist - A Jeff Mills Mix (CD)
- AXDV-001 Jeff Mills - Exhibitionist (DVD)
- AXDV-002 Jeff Mills - The Bells (10 Year Anniversary DVD) (DVD, Single)
- GPCD-001 Jeff Mills - Gamma Player Compilation Vol. 1 - The Universe By Night (CD, Dig)

## Divisions du label Axis
- 6277
- Luxury Records
- Purpose Maker
- Tomorrow